# Liste der Monuments historiques in Schwerdorff
Die Liste der Monuments historiques in Schwerdorff führt die Monuments historiques in der französischen Gemeinde Schwerdorff auf.

## Liste der Objekte
| Bezeichnung      | Beschreibung                                         | Standort                                        | Kennzeichnung | Schutzstatus | Datum | Bild |
| ---------------- | ---------------------------------------------------- | ----------------------------------------------- | ------------- | ------------ | ----- | ---- |
| Monstranz        | Kupfer, vergoldet, Anfang des 19. Jahrhunderts       | in der Kirche Notre-Dame-de-l’Assomption (Lage) | PM57000350    | Classé       | 1982  |      |
| Kelch und Patene | Silber, vergoldet, erste Hälfte des 19. Jahrhunderts | in der Kirche Notre-Dame-de-l’Assomption (Lage) | PM57000827    | Inscrit      | 1982  |      |
| Kelch und Patene | Silber, vergoldet, 18. Jahrhundert                   | in der Kirche Notre-Dame-de-l’Assomption (Lage) | PM57000826    | Inscrit      | 1982  |      |